# Cursed
Cursed és una pel·lícula estatunidenca dirigida per Wes Craven estrenada l'any 2005.

## Argument
Un home llop errant a Los Angeles transforma la vida de tres adolescents que, després d'haver estat contaminats per la bèstia, hauran d'arribar a matar-la amb l'esperança de canviar el seu destí.
Jimmy i la seva germana Ellie viuen sols des de la mort dels seus pares. Treballa per una cadena de televisió mentre va a l'institut, on és objecte de burles de diversos nois de la seva classe. Un vespre, tornant a casa seva, envesteix un animal i tenen un accident de cotxe amb el seu gos, Zipper. Des d'allà, un home-llop els ataca. És així com queden contaminats, i han d'impedir que la maledicció de l'home-llop es compleixi. Ellie, Jimmy i Bo han de descobrir qui és l'home-llop abans que no sigui massa tard...

## Repartiment
- Christina Ricci: Ellie Hudson
- Joshua Jackson: Jake
- Jesse Eisenberg: Jimmy Hudson
- Judy Greer: Joanie
- Mýa: Jenny
- Milo Ventimiglia: Bo
- Kristina Anapau: Brooke
- Portia de Rossi: Zela
- Shannon Elizabeth: Becky
- Michael Rosenbaum: Kyle
- Scott Baio: ell mateix
- Derek Mears: home-llop
- Nick Offerman: Oficial de policia

## Crítica
- "Un llargmetratge castrat, soporífer i patèticament mercantilista. (...) nefast retrobament del duo Williamson-Craven (...) vergonyosos efectes especials. Puntuació: ★ (sobre 5)."[2]
- "Una premissa que ni és dolenta, ni massa original (...) No és prou dolenta com per maleir-la, però és probable que riguis quan hauries de cridar, i que facis una ganyota quan hauries de riure."[1]